# Apogonia cuprescens
Apogonia cuprescens är en skalbaggsart som beskrevs av Blanchard 1851. Apogonia cuprescens ingår i släktet Apogonia och familjen Melolonthidae. Inga underarter finns listade i Catalogue of Life.